# 戏剧独白诗
戏剧独白诗（英語：Dramatic monologue）是诗歌的一种。

## 特點
欧美现当代文学理论家艾布拉姆斯提到关于戏剧独白诗有以下三个特点：
1. 一个叙述者（这个叙述者一般不是诗人本身）在一个非常特别或者重要的场景下，说的话就组成了整个诗篇。
2. 在整首诗中，独白者与一个或多个听众沟通或交流，但我们对这些听众说的话，做的事，只有通过这个独白中的线索才能知道。
3. 通过诗人对独白者语言的选择和控制，我们可以充分了解到独白者的性格和气质，这样使诗歌读起来更有趣。